# Rubus rolfei
Rubus rolfei är en rosväxtart som beskrevs av António José Rodrigo Vidal. Rubus rolfei ingår i släktet rubusar, och familjen rosväxter. Inga underarter finns listade i Catalogue of Life.